# Cross Slab
Cross Slab (deutsch Kreuzplatte) und Pillar stone oder Pillar Cross (deutsch „Kreuzpfeiler“) sind Bezeichnungen für frühchristliche zumeist piktische Symbolsteine auf den Britischen Inseln, die als dominante Gravur ein Kreuz tragen. So genannte „Pillar Crosses“ wie das Kreuz von Neuadd Siarman sind eine walisische Abart der schottischen Cross Slabs.
Die Pikten in Schottland bevorzugten die geometrische und flache Cross Slab. Der runde oder abgerundete, in der Form eher dem Menhir oder dem Oghamstein ähnelnde Pfeiler (cross-carved stone) ist dagegen typisch für Irland.
Eine Cross Slab, die wahrscheinlich Longinus zeigt, der dem gekreuzigten Christus eine Lanze in die Seite sticht, stammt vom Calf of Man aus dem 9. Jahrhundert und zeigt byzantinischen Einfluss.

## Klassifizierung
In The Early Christian Monuments of Scotland (1903) haben John Romilly Allen (1847–1907) und Joseph Anderson (1832–1916) die Piktensteine in drei Gruppen eingeteilt.
- Klasse 1 – unbearbeitete Steine mit eingeschnittenen Symbolen. Es gibt keine Kreuze auf beiden Seiten. Klasse 1 Steine stammen aus dem 6. bis 8. Jahrhundert.
- Klasse 2 – Steine von mehr oder weniger rechteckiger Form (aber auch Wheel Head Crosses) mit einem großen Kreuz und Symbol(en) auf einer oder beiden Seiten. Die Symbole, und Motive sind in Relief und das Kreuz und seine Umgebung ist mit Motiven bedeckt. Klasse 2 Steine stammen aus dem 8. und 9. Jahrhundert.
- Klasse 3 – Steine verfügen über keine Piktensymbolik. Die Steine können Kreuzsteine, frei stehende Kreuze, liegende Grabsteine und Schreine sein. Sie stammen aus dem 8. oder 9. Jahrhundert. Historic Scotland bezeichnet diese Klasse als „zu einfach“ und sagt: „Heute ist dies keine sinnvolle Kategorie mehr.“

Cross Slabs
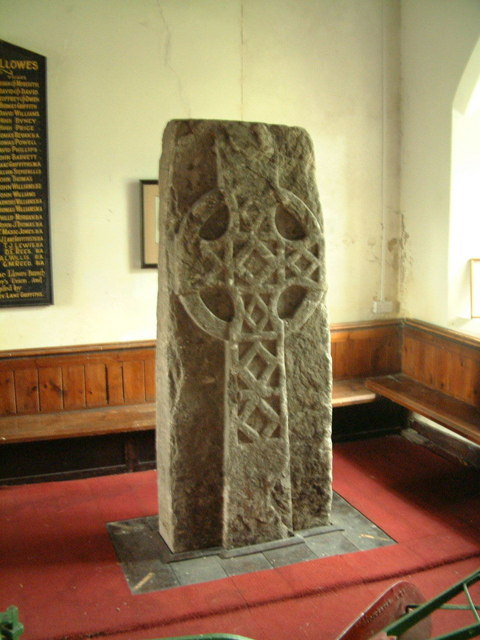
St Meilig's Cross, Wales
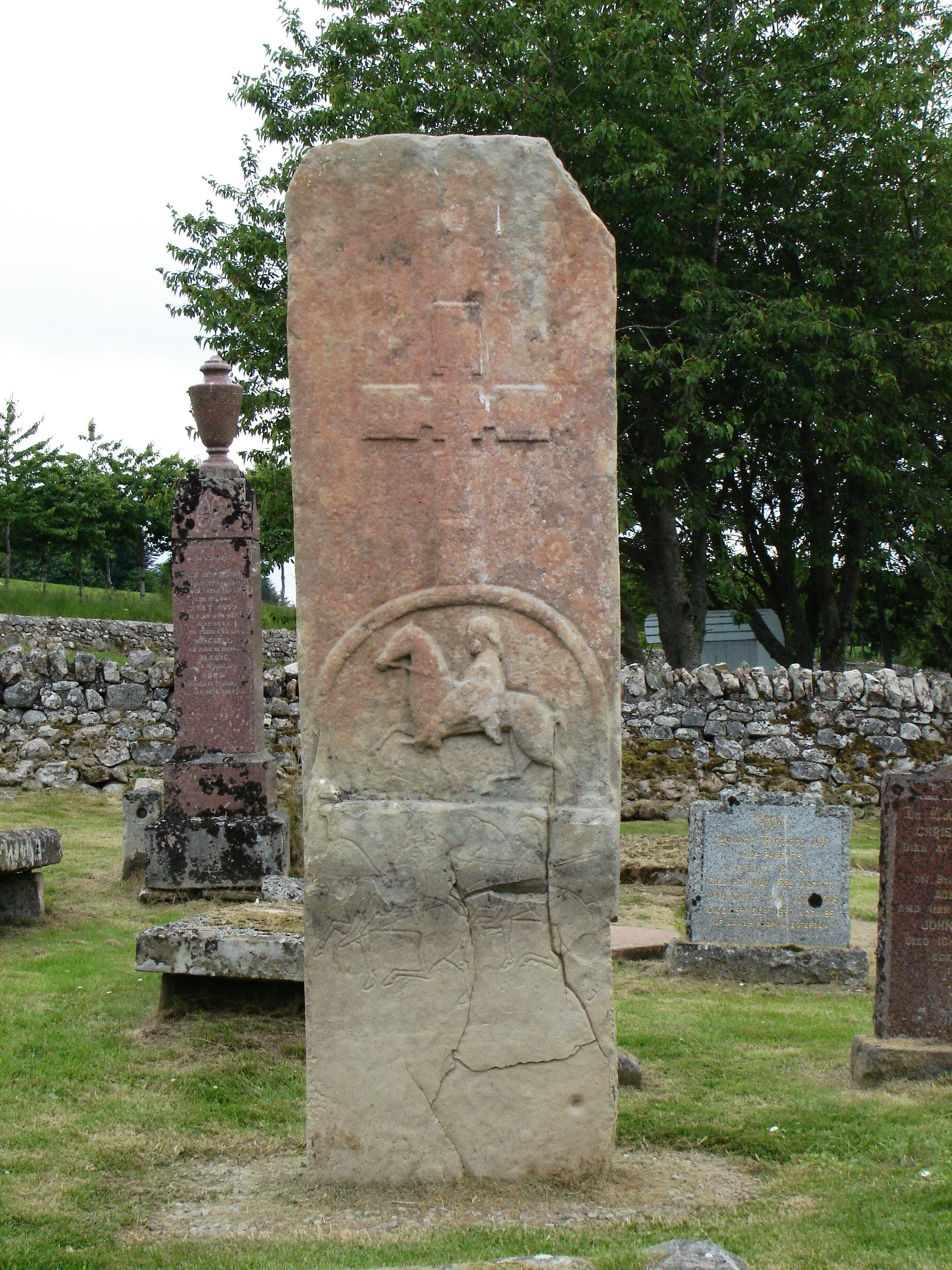
Cross Slab in Edderton, Eastern Ross, Schottland
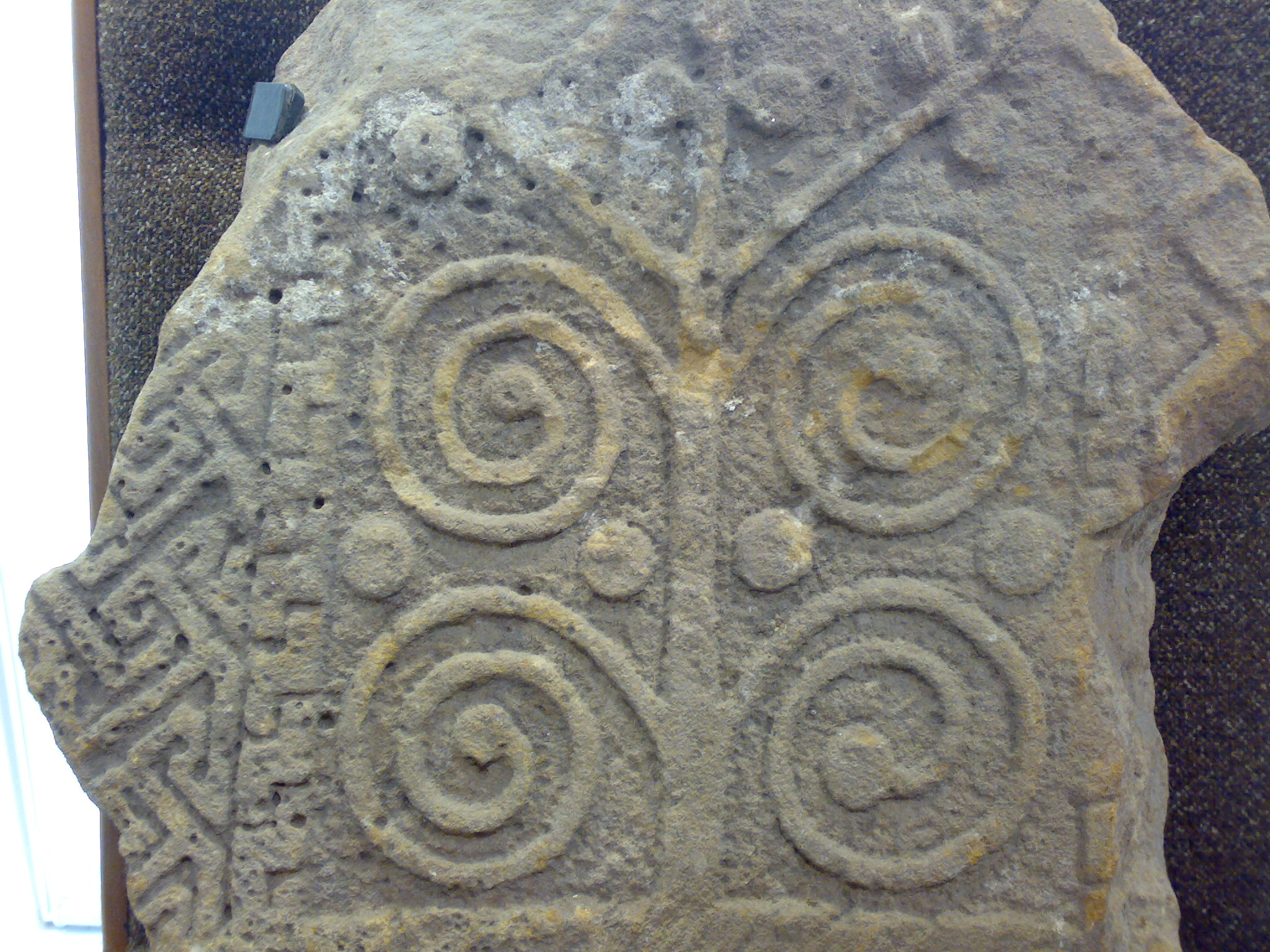
Fragment von Rosemarkie
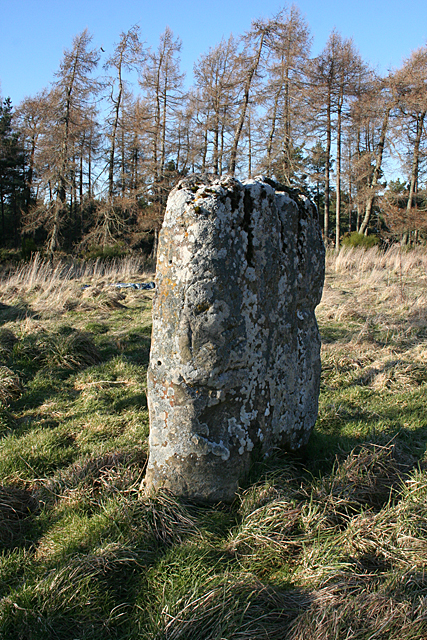
Kebbuck Stone
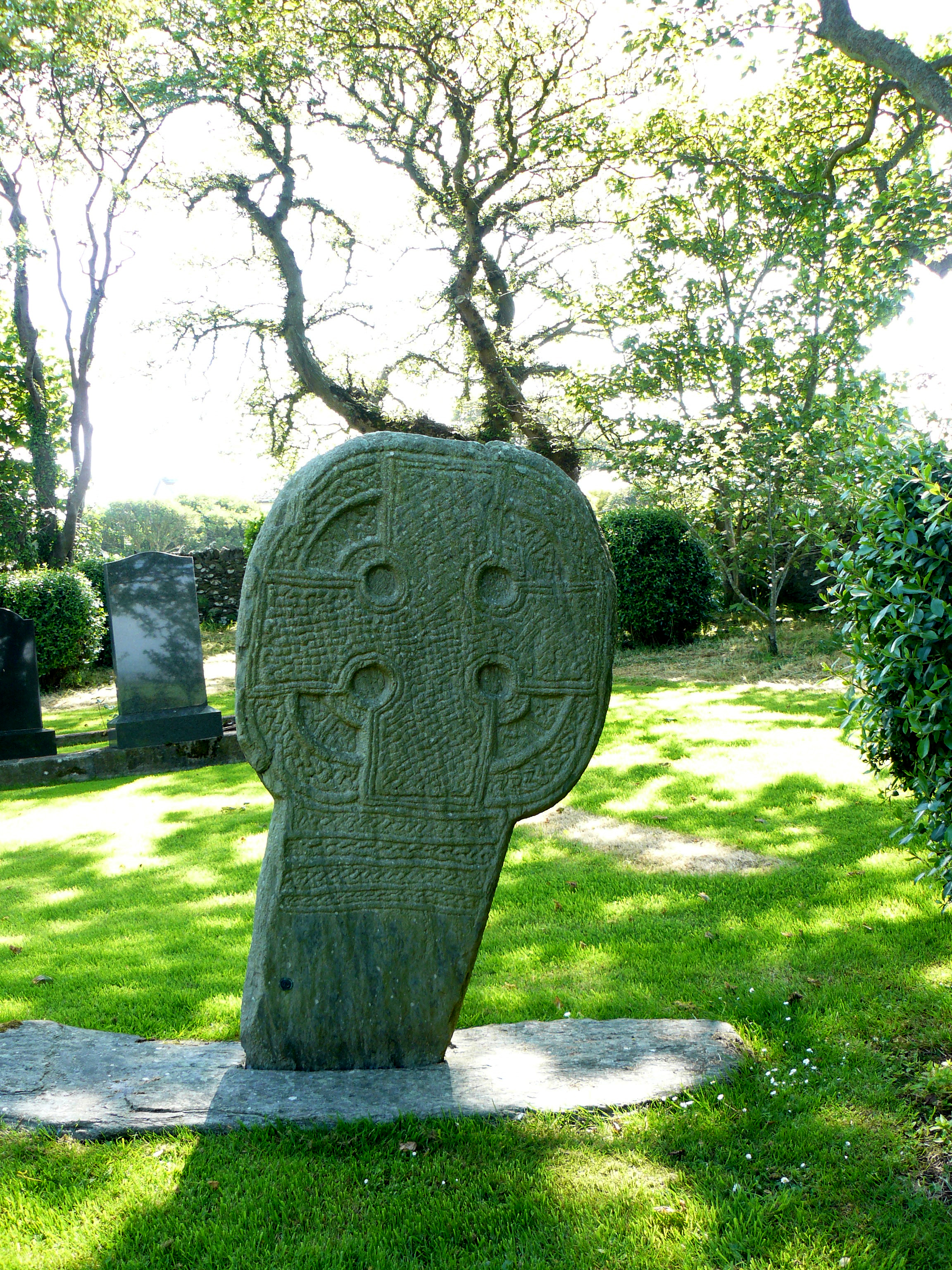
St. Adamnan's Isle of Man
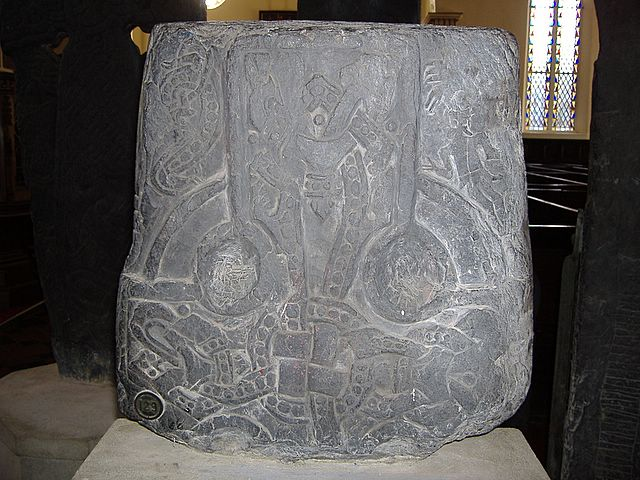
Oberteil Cross Slab von Kirk Michael Isle of Man

## Der Brancepeth-Fund
Eine der größten Sammlungen mittelalterlicher Cross Slabs wurden in der 1998 durch ein Feuer zerstörten St.-Brandons-Pfarrkirche in Brancepeth südwestlich von Durham in England gefunden. Etwa 100 Platten wurden ab 2002 geborgen. Die meisten wurden im Lichthof gefunden, wo sie im 17. Jahrhundert vom Rektor John Cosin verborgen wurden, um ihre Zerstörung durch die Puritaner zu verhindern. Zusammen mit anderen Symbolen wurden solche Platten während und nach dem Bürgerkrieg von den Puritanern Cromwells zerschlagen. In einer Kirche von Eston in Teesside wurden zerbrochene Cross Slabs in verschiedenen Wänden wiederverwendet gefunden.
Unter Kreuzplatten des 12. und 13. Jahrhunderts von Brancepeth sind zwei, die dem normannischen Adligen Geoffrey Neville, Gründer der Familie Neville, den späteren Grafen von Westmorland zugehörig erscheinen. Viele Platten zeigen ein Schwert, das ein männliches Grab kennzeichnet. Gemäß Peter Ryder spiegeln die geschnitzten Symbole eine Kontinuität heidnisch-angelsächsischer Methoden wider, als diese Gegenstände ins Grab mitgegeben wurden.

## Piktische Kreuzplatten in Schottland
- Altyre House
- Cross-Slab von Alyth
- Battle Stone von Mortlach
- Bressay Stone (Shetlandinseln)
- Dunfallandy Stone
- Dyce
- Eassie
- Cross-Slab von Edderton
- Elgin
- Farr
- Flotta Stone (auch Flotta Cross) Cross Slab der Orkney
- Fordoun Stone
- Fowlis Wester
- Glamis 2
- Hilton of Cadboll Stone
- Kebbuck Stone
- Meigle
- Muir of Dinnet
- Monymusk
- Papil Stone (West Burra, Shetlands)
- Riasg Buidhe
- Rodney’s Stone
- Rosemarkie
- St. Orlands
- St. Vigeans
- Soroby
- St Madoes
- Woodwrae Stone

## Irische Steinpfeiler bzw. Kreuzsteine

### Nordirland
Der früheste datierbare Stein aus Ulster stammt aus Kilnasaggart im County Antrim. Er wird anhand seiner langen Inschrift auf 700 n. Chr. datiert. Andere Steine sind u. a. in Killadeas im County Fermanagh; Maghera County Londonderry; Turraloskin, County Antrim und Saul County Down zu finden. Beispiele des 8. Jahrhunderts sind die liegenden Kreuzsteine von Movilla und Nendrum-Kloster, beide im County Down und vom Devenish Kloster auf der Insel im Lower Lough Erne im County Fermanagh.

### Irland
In Connacht und Munster, besonders aber auf der Dingle-Halbinsel im County Kerry, sind sie häufiger. Diese Grabplatten sind gewöhnlich flache Steine mit einem Kreuz und einer Inschrift, die um ein Gebet für die begrabene Person bitten. Es gibt sie in großer Zahl und Gestaltungsvielfalt. Sie erscheinen vom 8. bis 11. Jahrhundert. Gute Beispiele sind die Cross-Slab von Tullylease und einige Platten in Clonmacnoise, die Grabplatten von Carrowntemple, sowie:
- Dingle-Halbinsel: Cloghane, Currauly, Kilcolman, Kilfountain, Kilmalkedar, Kilshannig, Kilvicadownig, Kinard, Raingiléis, Rathduff (mit Oghaminschrift), Reask, Temple Nacloonagh
- County Clare: Knappogue
- Dublin: Lucky Stone

Manche Ogham-Steine sind mit so genannten Chi-Rho-Kreuzen versehen. Das Chi-Rho-Kreuz wird gebildet aus den ersten beiden Zeichen des griechischen Wortes für „Christus“, {\displaystyle \mathrm {X} } und {\displaystyle \mathrm {P} }.

## Wales
- Pembrokeshire in Wales ist besonders reich an frühchristlichen Skulptursteinen, von denen einige im Margam Stone Museum in Port Talbot zu sehen sind.
- Ichthus-Stein in der Old Church of St Padrig von Llanbadrig an der Cemaes Bay, an der Nordküste von Anglesey.

## Isle of Man
Eine große Zahl heidnischer (Sigurd Slab) und christlicher Steine (auch Cross Slabs) befinden sich auf der Isle of Man. Darunter ist das Fragment von Thorwald's Cross Slab, das neben dem zentralen Kreuz einen Mann zeigt, der ein Kreuz und ein Buch hochhält, vor einem Fisch (als christlichem Symbol) und auf einer sich windenden (heidnischen) Schlange steht. Der Stein mit der Nr. Andreas 128 trägt am Rand eine Runeninschrift. Die Rückseite zeigt eine Szene aus dem Ragnarök. Odin mit einem seiner Raben auf der Schulter wird vom Fenriswolf verschlungen. Das Runenkreuz in der Ballaugh Old Church ließ Olaf Liotulfson im 11. Jahrhundert für seinen Sohn Ulf vom Runenmeister Gaut machen. Gauts-Flechtwerk (englisch Gaut Interlace) ist eine insulare Form des Borre Stil, der um 900 n. Chr. als Ring-Ketten-Motiv auf Cross Slabs erscheint. Der Stil hat seinen Namen von Kreuzen des Steinmetzen Gaut, der der erste Wikingerkünstler des Westens ist, dessen Namen wir kennen. Weitere Steine mit christlicher Motivik sind:
- das Hedin Cross
- das Keltenkreuz an der Old Lonan Church